# Anisodes comosa
Anisodes comosa là một loài bướm đêm trong họ Geometridae.